# SN 2001dg
SN 2001dg – supernowa typu II odkryta 22 lipca 2001 roku w galaktyce CGCG513-10. W momencie odkrycia miała maksymalną jasność 17,50m.